# فرقة المسرح القطري
فرقة قطر المسرحية، هي أول فرقة مسرحية يتم تأسيسها واشهارها بشكل رسمي في دولة قطر.
وكان الأعضاء المؤسسون لهذه الفرقة الوليدة، هم من الطلبة السابقين في معهد دار المعلمين، والذين مارسوا هواية التمثيل المسرحي، أثناء تلقيهم العلم في ذلك المعهد، وهم الرواد: 
(سيار الكواري، وحسن إبراهيم، وصلاح درويش، وعلي حسن، ومحمد سلطان الكواري، ومحمد نوح، ويوسف سلطان، وغانم المهندي، ومحمد المسلماني، وغيرهم). 
وانضم اليهم بعد ذلك، كل من علي ميرزا، محمود وعبد الله أحمد، عبد الله وعبد الرحمن المناعي، وعبد اللطيف سمهون، وخليفة السيد، وغازي حسين، ومحمد بوجسوم، وآخرون.
وكانت مسرحية (حلاة الثوب رقعته منه وفيه)، من إخراج المخرج اللبناني عبد اللطيف سمهون، من باكورة الإنتاج لهذه الفرقة الوليدة، وتوالت بعد ذلك الأعمال المسرحية، والتي أنتجتها الفرقة، وكانت بمثابة الارهاصات الأولى لتجارب هذه الفرقة الرائدة·

## الأعضاء السابقين
- علي حسن
- سيار الكواري
- حسن إبراهيم
- محمد سلطان الكواري
- محمد المسلماني
- صلاح درويش
- يوسف سلطان
- هلال محمد
- محمد بوجسوم
- سلوى عبد الله
- زينة علي
- محمد نوح
- عبد اللطيف سمهون
- عبد الله أحمد عبد الله
- عبد الرحمن المناعي
- خليفة السيد
- سلمى سالم
- هند سالم
- غانم المهندي
- علي ميرزا محمود
- غازي حسين
- عتيق السليطي
- شاهين الكبيسي
- همام الشمالي
- سالم عبد الله
- محمد جاسم

## العروض المسرحية سابقاً وحالياً
- مسرحية (عانس) تأليف عبد الله أحمد وإخراج كمال المحيسي 1972 م.
- مسرحية (سبع السبمبع) تأليف عبد الله أحمد وإخراج عبد اللطيف سمهون 1972 م.
- مسرحية (خارج من الجحيم) تأليف صادق راجي واخرج عبد اللطيف سمهون 1973 م.
- مسرحية (من طول الغيبات) تأليف خليفة السيد وإخراج سيد الريس 1973 م.
- مسرحية (مرة وبس) تأليف علي ميرزا محمود وإخراج هاني صنوبر 1974 م.
- مسرحية (أم الزين) تأليف عبد الرحمن المناعي وإخراج هاني صنوبر 1975 م.
- مسرحية (باقي الوصية) تأليف عبد الرحمن المناعي وإخراج هاني صنوبر 1976 م.
- مسرحية (إلى أين) تأليف عبد الله أحمد وإخراج هاني صنوبر 1976 م.
- مسرحية (طماشة) تأليف خليفة السيد وإخراج هاني صنوبر 1976 م.
- مسرحية (هوبيل يالمال) تأليف وإخراج عبد الرحمن المناعي 1976 م.
- مسرحية (الخروج من بوابة الوهم) إعداد وإخراج محمدالمسلماني 1977 م.
- مسرحية (الجريمة) لبريستلي إعداد وإخراج عبد الرحمن المناعي 1977 م.
- مسرحية (البخيل) لموليير ومن إخراج حسن إبراهيم 1979 م.
- مسرحية (سوق البنات) تأليف عاصم توفيق وعبد الله أحمد وإخراج علي ميرزا محمود 1980 م.
- مسرحية (الرجل الذي صار كلباً) لأزفالدو دراكون  وإخراج سيار الكواري 1981 م.
- مسرحية (ولكنه تركها تموت) لفرناندو أرابال ومن إخراج علي ميرزا محمود 1982 م.
- مسرحية (صارت نشب) تأليف وإخراج عبد الرحمن المناعي 1982 م.
- مسرحية (جوهر القضية) إعداد وإخراج سالم ماجد 1982 م.
- مسرحية (خال الكلفس) تأليف عبد الله أحمد وإخراج علي ميرزا محمود 1983 م.
- مسرحية (المحتاس) تأليف عثمان محمد علي وصالح المناعي وإخراج صالح المناعي 1983 م.
- مسرحية (مات بطلاً اذن) تأليف محمد الخطيب وإخراج علي ميرزا محمود 1983 م.
- مسرحية (عندما يكون غداً) تاليف إسماعيل تامر وإخراج علي ميرزا محمود 1984 م.
- مسرحية (اللعبة) تأليف صالح المناعي وإخراج علي ميرزا محمود 1985 م.
- مسرحية (مسافرون) تأليف وإخراج صالح المناعي 1988 م.
- مسرحية (الزملاء الثلاثة) تأليف خميس بروم لين وإعداد وإخراج علي ميرزا محمود 1988 م.
- مسرحية (رحمة والغابة المسحورة) تأليف الفريد فرج وإخراج سالم ماجد 1989 م·
- مسرحية (عذابات أحمد بن ماجد) إعداد إبراهيم غلوم وإخراج حمد الرميحي 1990 م.
- مسرحية (النافذة) لايرينيون ايردينكسي وإخراج صالح المناعي 1990 م.
- مسرحية (السيف ولا الضيف) تأليف اسطفان اوكريني وإعداد وإخراج علي حسن 1991 م.
- مسرحية (مسافر ليل) لصلاح عبد الصبور ومن إخراج صالح المناعي 1994 م.
- مسرحية (زهرة والمارد) تأليف عبد الله الهيموني وإخراج صالح المناعي 1995 م.
- مسرحية  (الكمامة)  للفونسو ساستري ومن إخراج جاسم الأنصاري 1995 م.
- مسرحية (رسائل بوأحمد الحويلي) تأليف وإخراج عبد الرحمن المناعي 1995م.
- مسرحية (قرية الزهور) تأليف وإخراج عبد الرحمن المناعي 1995م.
- مسرحية (مظلوم ظلم مظلوم) تأليف وإخراج حمد الرميحي 1995 م.
- مسرحية (المحارة ملكة الأزمنة القديمة) تأليف وإخراج حمد الرميحي 1996 م.
- مسرحية (حمدوس) تأليف ماجد بوشليبي وإخراج سعد بورشيد 1996 م.
- مسرحية (عودة الساحر شحتوت)  تأليف حمد عبد الرضا ومن إخراج حسن إبراهيم 1997 م.
- مسرحية (سقراط يبيع التحف) تأليف محمد البلم وإخراج حسن حسين 1997 م.
- مسرحية (علي باباي) تأليف وإخراج محمد البلم 1997 م.
- مسرحية (سجلات رسمية) تأليف وإخراج حمد الرميحي 1997 م.
- مسرحية (رأس المملوك جابر) تأليف سعد الله ونوس وإخراج عبد المنعم عيسى 1998 م.
- مسرحية (أحدب نوتردام)  تأليف عبد الرحيم الصديقي ومن إخراج ناصر عبد الرضا 1998 م.
- مسرحية (حكاية شهرزاد) إعداد وإخراج سعد بورشيد 1998 م.
- مسرحية (غناوي الشمالي) تأليف وإخراج عبد الرحمن المناعي 1999 م.
- مسرحية (انا جحا) تأليف نورالدين الهاشمي وإخراج ناصر عبد الرضا 2000 م.
- مسرحية (قطعة 12) تأليف عواطف نعيم وإخراج ناصر عبد الرضا 2001 م.
- مسرحية  (بيان أول للنهاية)  تأليف أحمد هاتف ومن إخراج سعد بورشيد 2001 م.
- مسرحية (هذيانات مره) تأليف صالح القصب وإخراج ناصر عبد الرضا 2002 م.
- مسرحية  (مكبث  لويليام) لشكسبير ومن إخراج صلاح القصب 2002 م.
- مسرحية (القرن الأسود) تأليف وإخراج حمد الرميحي 2003 م.
- مسرحية (الشجعان) تأليف عبد الأمير الإبراهيم وإخراج ناصر عبد الرضا 2004 م.
- مسرحية (ما باقي الا الزوليه) تأليف فالح فايز وإخراج إسماعيل تامر 2004 م.
- مسرحية (مافي البلد إلا هالولد)  تأليف عبد الرحيم الصديقي ومن إخراج ناصر عبد الرضا 2005 م.
- مسرحية (ياهل الشرق) تأليف وإخراج عبد الرحمن المناعي 2005 م.
- مسرحية (الكرسي) تأليف فالح فايز وإخراج طالب الدوس 2005 م.
- مسرحية  (السياب يعيش مرتين)  تاليف وإخراج غنام غنام 2006 م.
- مسرحية  (يا غافل لك الله)  تأليف خليفة السيد ومن إخراج ناصر عبد الرضا 2008 م.
- مسرحية (نورة) تأليف وإخراج سعد بورشيد 2009 م.
- مسرحية (مجاريح) تأليف إسماعيل عبد الله وسنيوغرافيا وإخراج ناصر عبد الرضا 2010 م.
- مسرحية (عابر سبيل) تأليف أحمد الشمري وإخراج ناصر عبد الرضا 2010 م.
- مسرحية (سندريلا وطيور الغابة) تأليف فالح فايز وإخراج منصور نعمان 2010 م.
- مسرحية (أسفار الزباري) تأليف وإخراج عبد الرحمن المناعي 2010 م.
- مسرحية هالشكل يازعفران تأليف فالح فايز وإخراج عبد الرحمن المناعي 2010 م.
- مسرحية (كلني ياجناب السلطان) تأليف سعد الله ونوس وإخراج علي ميرزا محمود 2011 م.
- مسرحية (كرك) تأليف وإخراج عبد الرحمن المناعي 2012 م.
- مسرحية (البوشية) تأليف إسماعيل عبد الله وإخراج ناصر عبد الرضا 2012 م.

وقامت الفرقة، بإنتاج العديد من المسرحيات المحلية والعربية والعالمية، وقد مثلت الدولة في العديد من المهرجانات العربية، وشاركت بأعمالها كذلك في المهرجان المسرحي المحلي (مهرجان الاحتفال باليوم العالمي للمسرح) في 27 مارس من كل عام، وذلك منذ بدء الاحتفالات بهذا اليوم العالمي للمسرح ومنذ عام 1981 م، وحتى اندماج الفرقة مع الفرقة الشعبية للتمثيل وتحت المسمى الجديد للفرقة (فرقة قطر المسرحية) في عام 1995 م.